# Dale Frail
Dale A. Frail est un astrophysicien travaillant au National Radio Astronomy Observatory (NRAO) à Socorro (Nouveau-Mexique). En août 2011, il est nommé assistant directeur du Expanded Very Large Array et du Very Long Baseline Array ainsi que directeur des opérations du site du Nouveau-Mexique.
Il a fait des contributions dans plusieurs branches de l'astrophysique dont celle des sursauts gamma, de la recherche d'exoplanètes, des sursauteurs gamma mou, du milieu interstellaire, des pulsars, des masers astronomiques et des rémanents de supernova.

## Biographie
Dale Frail obtient un diplôme en physique de l'Université Acadia, en Nouvelle-Écosse. Il effectue par la suite une maîtrise et un doctorat en astrophysique à l'Université de Toronto.
En 1989, il déménage aux États-Unis afin d'y effectuer un post-doctorat du Conseil de recherches en sciences naturelles et en génie du Canada. Ses travaux lui méritent le prix Jansky en 1993. Il devient par la suite membre de l'équipe du NRAO.
Frail est l'auteur d'au moins 200 articles de recherche dont environ 30 pour la revue Nature.

## Recherches
Au début de l'année 1992, Frail et l'astronome polonais Aleksander Wolszczan annoncent la découverte d'un système planétaire autour du pulsar PSR B1257+12. Leur découverte est confirmée à la mi-année, ce qui en fait la première découverte de planètes extra-solaires et confirme l'existence de planètes de pulsar.
En 1997, Frail fait partie d'une équipe de chercheurs du NRAO et de Caltech qui utilise des observations de GRB 970508 prises par le Keck et le Very Large Array afin de déterminer la distance, la taille et la vitesse des sursauts gamma,. Ces recherches permettent une avancée significative dans l'explication des sursauts de rayons gamma par le modèle dit de la boule de feu (fireball model),.
En 2009, l'Institute for Scientific Information désigne Frail comme l'un des trois chercheurs les plus cités lors de la dernière décennie dans le domaine de recherche des sursauts de rayons gamma.

## Prix et distinctions
2010 : Bourse Guggenheim.